# St Mary’s Church (Biggar)

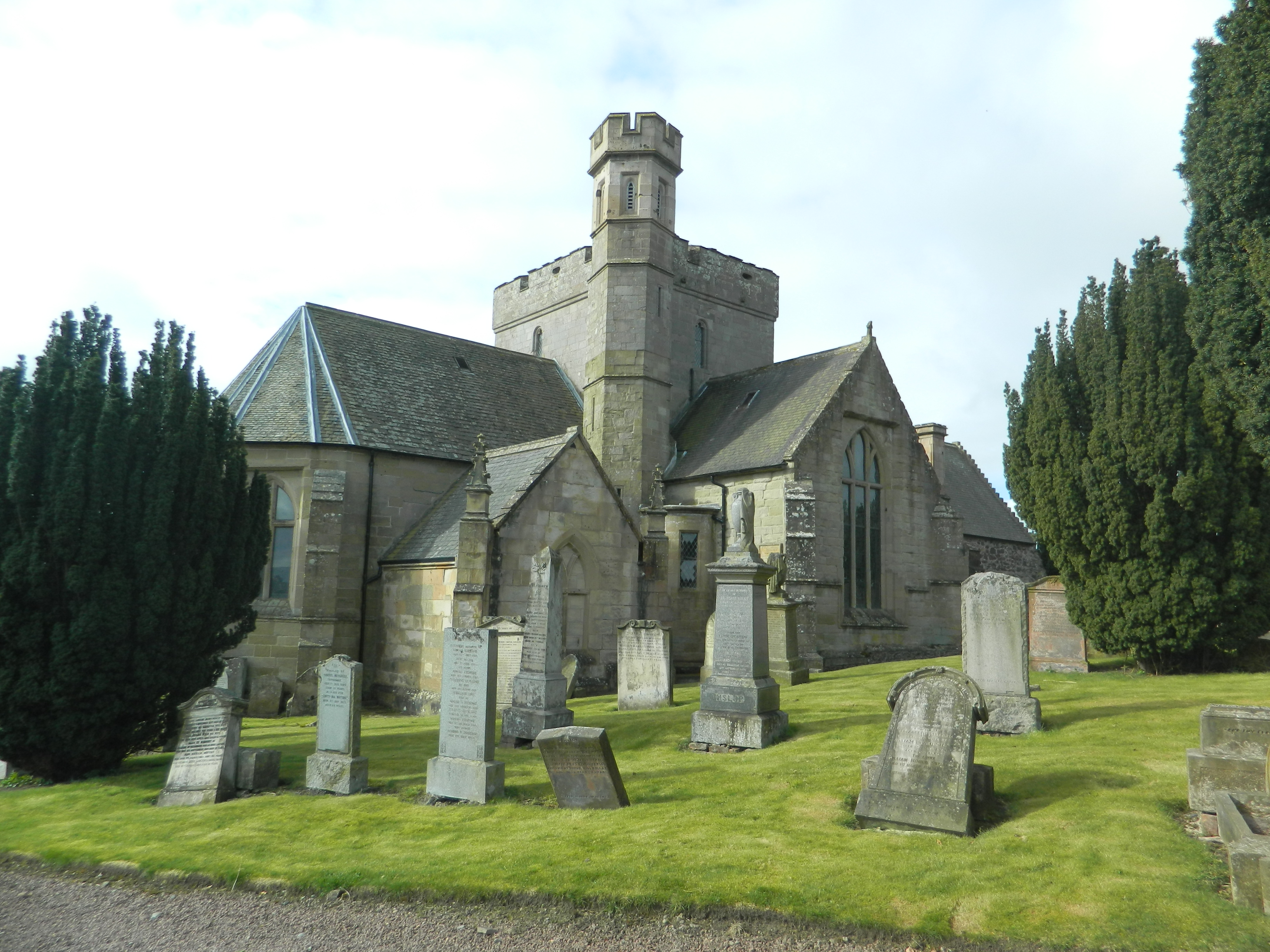
St Mary’s Church

Die St Mary’s Church, auch Biggar Church oder Biggar Kirk, ist ein Kirchengebäude der presbyterianischen Church of Scotland in der schottischen Ortschaft Biggar in der Council Area South Lanarkshire. 1971 wurde das Bauwerk in die schottischen Denkmallisten in der höchsten Denkmalkategorie A aufgenommen.

## Geschichte
Möglicherweise handelt es sich um einen frühchristlichen Standort, der bereits zu Zeiten der frühkeltischen Christianisierung genutzt wurde. Eine Nikolauskirche am Standort ist ab dem Jahre 1164 verzeichnet mit Robert of Bigir als Pastor. Malcolm Fleming, 3. Lord Fleming veranlasste den Bau der heutigen Marienkirche als Kollegiatstift. Nachdem sein Vater John Fleming, 2. Lord Fleming zu Tode gebracht wurde, sollte dort für sein Heil und das seiner Ehefrau Jane Stuart gebetet werden. 1546 wurde der Bau für acht Chorherren abgeschlossen. Es sollte das letztgegründete Kollegiatstift vor der schottischen Reformation sein.
Nach der Reformation fiel die Kirche den Vorläufern der heutigen Church of Scotland zu. In Aufzeichnung ist eine Lesung von Alexander Peden in der Biggar Kirk verzeichnet. Mittlerweile als Pfarrkirche genutzt, spalteten sich im Laufe des 18. Jahrhunderts zwei Gemeinden von der Kirchengemeinde ab. Es sollte bis 1977 dauern, bis diese wieder zu einer Einheit verschmolzen. 1870 wurde die Kirche modernisiert. Die Arbeiten führte der schottische Architekt David Bryce aus. Aus diesem Jahr stammt auch das älteste der Bleiglasfenster. Das jüngste, nach einem Entwurf des lokalen Künstlers Crear McCartney, stammt aus dem Jahre 1991. 1889 erhielt die Kirche eine Orgel von P. Conacher, die zwischenzeitlich versetzt wurde. In der Mitte der 1930er Jahre wurde das Gebäude restauriert.

## Beschreibung
Die St Mary’s Church steht an der Carwood Road im Norden von Biggar. Sie zählt zu den späten Bauwerken im gotischen Perpendicular Style. Die kreuzförmige Kirche mit quadratischem Vierungsturm ist in Ost-West-Richtung ausgerichtet, mit der Apsis im Osten. Die spitzbögigen Maßwerke entlang des Langhauses wurden durch Bryce erweitert. Die Galerie an der Westseite wurde 1853 hinzugefügt. Der Bruchsteinbau mit Natursteindetails schließt mit einem schiefergedeckten Satteldach. Im Rahmen der Überarbeitung im Jahre 1935 wurde im Innenraum der Wandputz entfernt.